# ジョン・エリオット (西フロリダ総督)

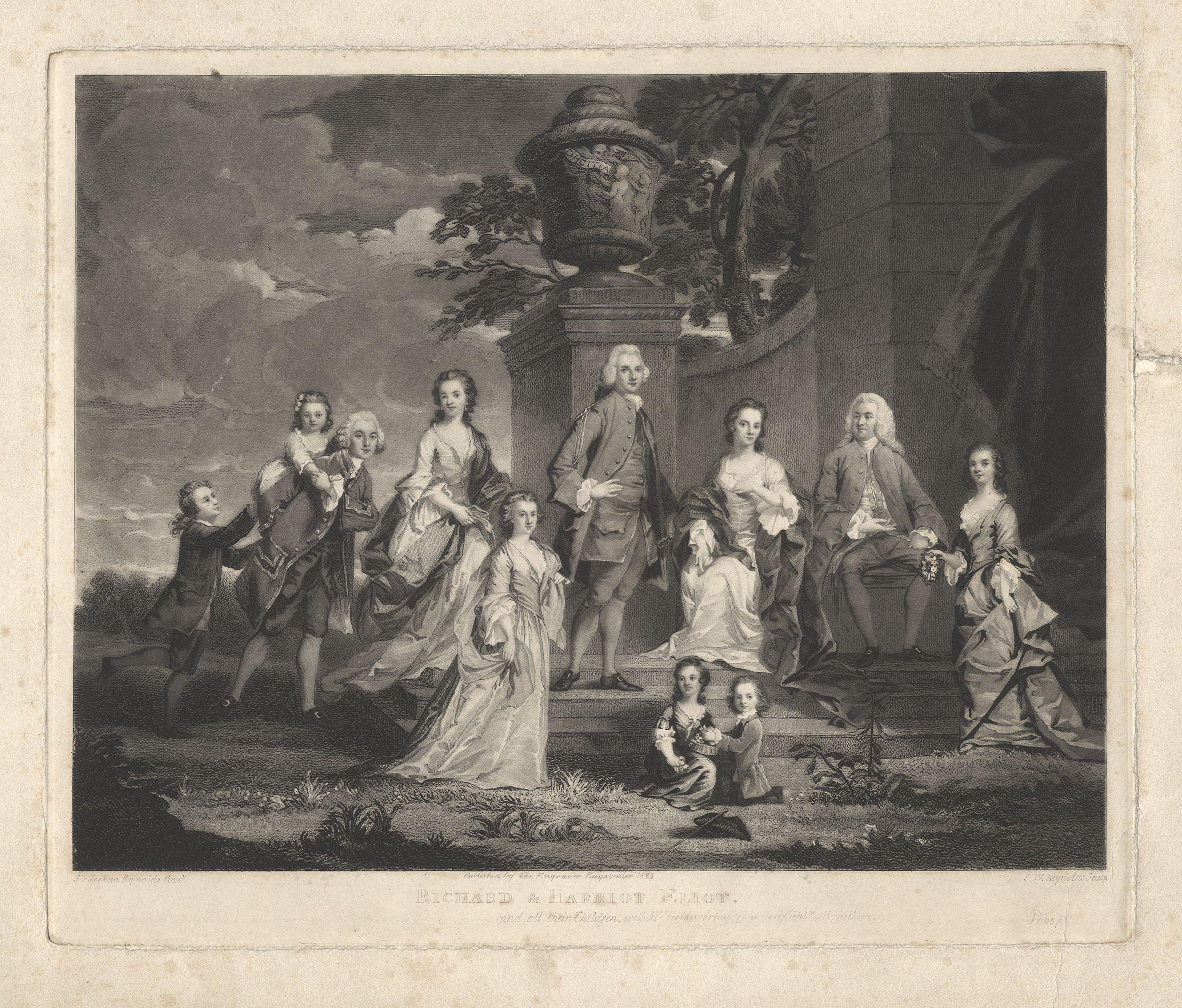
エリオット一家の肖像画。ジョン・エリオットは子供の1人として描かれている。

ジョン・エリオット（英語: John Eliot、1742年6月2日 – 1769年5月2日）は、イギリス海軍の軍人。七年戦争で戦功を挙げ、1769年に西フロリダ総督に就任したが、就任直後に自殺した。

## 生涯

### 生い立ち
庶民院議員リチャード・エリオット（1694年 – 1748年）と妻ハリオット（Harriot、旧姓クラッグス（Craggs）、1713年2月 – 1769年2月1日埋葬、南部担当国務大臣ジェームズ・クラッグスの庶出の娘）の三男として、1742年6月2日に生まれた。1747年に兄リチャード（1733年 – 1747年4月28日）を、1748年に父を失い、1749年にはリチャードが乗船していた戦列艦オーガスタの元艦長ジョン・ハミルトン閣下（1755年没）が母ハリオットの再婚相手になった。一方、1747年に（ハミルトンの後任として）オーガスタの艦長に就任したヒュー・ボンフォイ海軍大佐は1751年にエリオットの姉アンと結婚した。

### 海軍入り
エリオットは1752年2月18日に海軍士官候補生としてフリゲートのペンザンスに配属された。1752年時点では10歳にすぎなかったため、実際にペンザンスに乗船してニューファンドランドに向かったかどうかは不明だったが、いずれにせよ1753年3月19日に一度除隊しており、同年5月12日に志願兵として再度ペンザンスに配属された。1753年夏にペンザンスに乗船してニューファンドランドに向かったが、同年に帰国した後、翌年7月8日に一旦除隊した後、8月10日に熟練船員として戦列艦ヴァンガード（艦長ジョン・バイロン）に配属された。

### 七年戦争での軍歴
1755年に対仏戦争（フレンチ・インディアン戦争、七年戦争）が勃発すると、エリオットはヴァンガードに乗船して参戦、1756年6月にはビスケー湾沖でフランス船の航行を妨害した。ビスケー湾での任務は12月まで続いたが、悪天候により大した成果を挙げられず、1757年1月29日にはプリマスに戻り、2月の配置替えで戦列艦マールバラに配属された。マールバラは3月10日にポーツマスを出港、5月17日にジャマイカのポート・ロイヤルに到着したが、カリブ海の微風で航行が思うようにいかず、戦闘に全く参加できず、10月にはマールバラの大砲が取り外された。エリオットは配置替えを求め、三等少尉（third lieutenant）としてオーガスタ（艦長アーサー・フォレスト）に配属された。以降オーガスタは多くの戦功を挙げたが、1758年6月には大規模な修理が必要な状態になり、エリオットは同年7月にスループ船ヴァイパー（艦長ハウスマン・ブロードリー（Housman Broadley））に転じた。1759年1月30日にブロードリーがカプ＝フランセ沖での航行中に病死すると、エリオットは2月1日まで臨時艦長を務めた。同年4月5日にスループ船ホーネットの海軍大尉に昇進した後、6月に帰国の道につき、8月末にシアネスに到着した。
本国では姉エリザベスがチャールズ・コックス（後の初代サマーズ男爵）と婚約しており、兄エドワードはコックスと海軍卿の初代アンソン男爵ジョージ・アンソンの関係（アンソンの妻エリザベスはコックスの伯母にあたる）を利用して便宜を図り、これによりエリオットは帰国後の1759年9月4日にスループ船ホークの艦長に任命され、9月27日にプリマスでホークに乗船した。10月を船員の確保に費やした後、11月に出港したが、12月9日にフランス沖でフランスの私掠船デュク・ド・ショワズール（Duc de Choiseul）との戦闘に敗れ、降伏を余儀なくされた。ホークの船員はサン・マロに連行されたが、アンソンと兄エドワードの親族だったこともあり、1760年1月末には早くも捕虜交換に向けた交渉が始まり、エリオットは同年4月2日にファルマスに到着、そこからプリマスに向かい、6日に到着した後は同地でデュク・ド・ショワズールとの海戦をめぐる軍法会議に出席した。エリオットは軍法会議で無罪判決を受け、4月25日に海軍大佐に昇進、26日にはシアネスで次の配属先であるフリゲートのゴスポートに乗船した。
ゴスポートでは1760年5月から10月までバルト海における護送船団の任務に就き、8月14日にはフランスの私掠船マルキ・ド・レード（Marquis de Leede）を撃破して、捕虜にされていたイギリス船員を救出した。この功績で10月13日にフリゲートのコヴェントリーの艦長に任命されたが、12月3日には早くも役目を終えた。同年11月21日にフリゲートのテムズの艦長としての辞令を受けたが、エリオットがテムズのもとに到着したのは1761年3月23日のことだった。1761年4月よりバイロンの配下として艦長を務めたが、6月にウェサン島とブレスト沖の封鎖艦隊に加わり、1762年3月末にプリマスに戻った。1762年4月に秘密任務を受けてマデイラ諸島、カナリア諸島、アゾレス諸島の間を巡航し、敵軍の私掠船への奇襲を目指した。同年11月に帰途につき、リスボンに立ち寄った後1763年1月2日にプリマスに到着した。

### 本国での休暇
同1763年に七年戦争が終戦したため、エリオットはロンドンで休暇を過ごしたが、6月に陸軍2個連隊をジブラルタルに護送し、8月6日にはテムズの艦長として地中海艦隊に加わり、1765年まで務めた。戦時中ではなかったため、この時期のエリオットは功績がほとんどなかったが、1764年5月31日にジェノヴァでエドワード・ギボンに出会っている。1765年7月に在オスマン帝国イギリス大使ヘンリー・グレンヴィルをコンスタンティノープルから本国に護送する任務を受けたが、11月にトゥーロンで船底の修理が必要になったため、グレンヴィルは上陸してフランス経由で帰国、エリオットは1766年1月に修理が終わった後に出発、ジブラルタルに立ち寄った後2月17日にプリマスに到着した。3月にテムズ艦長の軍職から退任、半年間の休暇を経て10月24日に警備艦ファームの艦長に任命された。警備艦の艦長は職務が少なく、エリオットは1767年初をポート・エリオットの実家で過ごした。
この時代のイギリスでは商務庁が植民地事務を統括しており、兄エドワードが下級商務卿（Lord of Trade）を務めた上、第一商務卿の初代クレア子爵ロバート・ニュージェントも親族（母の妹の夫）にあたるため、2人の影響力により1767年3月16日に西フロリダ総督に任命された。これに伴い、6月11日にファーム艦長を退任した。しかし、出発の準備をしている間にチャタム伯爵内閣が倒れ、次のグラフトン公爵内閣で植民地大臣の官職が新設されるといった、西フロリダ総督として関心を寄せるべき事柄が次々と起こり、エリオットは1768年末までポート・エリオットで過ごし、1769年1月6日に出発した。

### 西フロリダへの船旅と急死
西フロリダへの船旅はマデイラ諸島まで悪天候に見舞われたが、それ以降は天気が良く、4月2日朝にはフロリダに上陸した。道中の3月8日には黒人奴隷を2人購入している。また、道中で頭痛に悩まされるようになり、フロリダのペンサコーラに到着したとき（4月1日）に頭痛が消えたが、その後も全く問題のない状態と突如激痛に襲われる状態が繰り返した。エリオットは西フロリダ人には概ね好印象を与えたが、この健康状態は西フロリダ人に心配された。
5月1日に西フロリダ副総督のモントフォート・ブラウンと夕食した後、翌朝に総督官邸の書斎で首吊り自殺の遺体となって発見された。死去時の行動について、同時代の記述では「致命的な憂鬱の結果（中略）死去した」（indulge a fatal melancholy which [...] brought him to his end）、「庭を歩いているときに突如頭痛に襲われ、数分後には死体となって発見された」（[...] as he was walking in his garden, and in a few minutes later, he was found dead）とされ、Robert Reaの伝記論文（1979年）では脳腫瘍により頭痛をきたし、最終的には苦しみに耐えかねて自殺したと判断している。
死後、ペンサコーラ砦の外で埋葬され、スループのトライアルが20発の礼砲を放った。

## 人物
Robert Reaは1979年の伝記論文でエリオットを賞賛した。この論文によれば、西フロリダ総督としてのエリオットは彼を知る人々から賞賛されたが、その短さにより記憶されなくなったという。海軍軍人としてのエリオットは親族の影響力に助けられたが、同時代の海軍軍人であるジョン・バイロン、アーサー・フォレスト、サー・エドワード・ホーク、初代アンソン男爵ジョージ・アンソンといった人物の好評なしでは成し遂げられなかったことだという。